# 日本分光
日本分光株式会社（にほんぶんこう、英称：JASCO Corporation）は、赤外分光光度計、可視紫外近赤外分光光度計、レーザラマン分光光度計、高速液体クロマトグラフ、超臨界流体システムなど分析機器の製造および販売を行うメーカーである。

## 概要
東京教育大学光学研究所での赤外分光光度計の開発研究成果を企業化すべく1958年に東京都板橋区にて創業、その後、東京都八王子市の北八王子工業団地に本社を移転し現在に至る。1991年10月1日、日本分光工業株式会社から現在の日本分光株式会社に社名変更。
製造、研究、検査などに使用される分析機器を製造販売する。特に日本分光の起源も相まって光を使用する分析機器に強みを有している。また、特殊な分析機器も製造しており、その代表例としてはキラルな物質などの分析に使用される円二色性分散計が挙げられる。
日本国内では、基本的には社名は日本分光として認識されている。ただし、英称のJASCO （ジャスコ、Japan Spectroscopic Corporationに由来）として認識している人も存在する。

## 沿革
- 1958年（昭和33年）4月1日 - 東京都板橋区において日本分光工業株式会社創立。
- 1963年（昭和38年）8月1日 - 新社屋完成に伴い、東京都八王子市に移転。
- 1972年（昭和47年）1月2日 - 米国関連会社Jasco INC.を設立。
- 1977年（昭和52年）9月 - 関連会社・ジャスコインタナショナル株式会社、日本分光エンジニアリング株式会社および分光計器株式会社を設立。
- 1987年（昭和62年）4月 - 欧州関連会社JASCO Europe srlを設立。
- 1991年（平成3年）10月1日 - 日本分光株式会社に社名変更。
- 1993年（平成5年）
  - 1月 - 日本分光エンジニアリング株式会社分析センターを設立。
  - 10月 - 関連会社としてジャスコテクノ株式会社を設立。
- 1998年（平成10年）8月 - 関連会社・ジャスコオプト株式会社を設立。
- 1999年（平成11年）8月 - 関連会社・ジャスコサポート株式会社を設立。
- 2005年（平成17年）7月13日 - 近接場光学顕微分光システムにより第30回井上春成賞を受賞。

## 主な製品
| - 赤外分光光度計 - 赤外顕微鏡 - 紫外可視近赤外分光光度計 - レーザラマン分光光度計 - 振動円偏光二色性分光光度計 - 円二色性分散計 - 分光蛍光光度計 - 旋光計 | - 高速液体クロマトグラフィー - 超臨界流体システム - 超臨界流体クロマトグラフィー - 溶出試験器 - 紫外線油循環率計 - 走査型近接場光学顕微分光システム - エリプソメーター |

## 関連会社
- ジャスコインタナショナル株式会社
- ジャスコエンジニアリング株式会社
- 分光計器株式会社
- ジャスコテクノ株式会社
- ジャスコサポート株式会社
- JASCO Incorporated（アメリカ）
- JASCO Europe s.r.l.（イタリア）
- 佳司科(上海)贸易有限公司（中国）
- JASCO Deutschland GmbH（ドイツ）

## 注
1. ↑  製品にJASCOというロゴが張られていることに起因する。